# Ermita de Sant Francesc de la Font (Castelló de la Plana)
L'ermita de Sant Francesc de la Font, situada en el camí vell a Benicàssim, o “Camí de les Viles de Benicàssim”, en la coneguda pels agricultors com a partida del “Cap”, a Castelló de la Plana, a la comarca de la Plana Alta, és un conjunt catalogat, de manera genèrica, com Bé de Rellevància Local, segons la Disposició Addicional Cinquena de la Llei 5/2007, de 9 de febrer, de la Generalitat, de modificació de la Llei 4/1998, d'11 de juny, del Patrimoni Cultural Valencià (DOCV Núm. 5.449 / 13/02/2007), amb codi: 12.05.040-011.

## Història
L'inici de la construcció de l'ermita va haver d'estar al voltant de la primera meitat del segle xviii, i es pot documentar la seva existència des de l'any 1748.
El seu estat va arribar a ser de ruïna a principis del segle XX (1913), degut fonamentalment al seu abandó, raó per la qual, en 1975 la “Germandat dels Cavallers de la Conquesta” (institució festiva, cultural i tradicional de Castelló de la Plana) es va preocupar de la seva reconstrucció i segueix actualment encarregada del seu manteniment. El 9 d'octubre de 1976, es va celebrar el VII Centenari de la mort del rei Jaume I, obrint l'edifici al culte després de la restauració.
Des d'aquest moment ha sofert diverses intervencions, la qual cosa fa que el seu estat actual siga impecable.

## Descripció
Aquesta ermita se situa prop de la de Sant Roc de Canet, en la partida de Cap (dita així pels pagesos, en situar-se després dels murs de l'ermita el “cap” de la séquia major, abans que aquesta aboqui les seves aigües en el Molí la Font, identificat amb la mítica font grega de Castàlia, malgrat no existir fonamentació històrica per a això), al costat del pas a nivell del ferrocarril València-Vinaròs.
A més del petit temple, dins d'una zona barrada envoltada d'arbrat i jardins, on es troba el pou i la font; hi ha, des de 1985 una creu de terme de pedra que es va traslladar a aquest lloc des de Fadrell.
El temple es veu ampliat en la seva part posterior, per la presència d'un cos adossat (de menys altura) al principal (de petites dimensions), que fa de sagristia. Per la seva banda, en l'entrada al temple s'eleva un porxo previ format per tres arcs rebaixats iguals en cadascun dels seus paraments, i coberta a tres aigües rematada amb teules. La resta de l'edifici presenta coberta a dues aigües. En el frontó, que acaba en un capcer, que fa d'espadanya, s'observa la presència d'un òcul rodó. Per la seva banda, l'espadanya no presenta campana encara que sí una creu de forja. Com a decoració externa cal destacar el retaule ceràmic que es localitza en un dels laterals de la capçalera, i en què pot veure's la llegenda del sant, en la qual es narra com aquest va fer brollar miraculosament una font.
L'entrada al temple es fa a través d'una porta de fusta en forma d'arc de mig punt, i a banda i banda de la mateixa hi ha pedrís corregut, finestres baixes enreixades i panells ceràmics, així com un taulell (en la part alta) representant a Sant Francesc on apareixen tant les dates de la construcció com la de la seva restauració.
L'interior està abundantment decorat. En els laterals es representen a sants franciscans, en les petxines de la cúpula els Pares de l'Església, en el presbiteri, es representa una cúpula celeste sota la qual se situa el retaule daurat, on destaca la talla de fusta de Sant Francesc, imatge datada del segle xviii. Malgrat desconèixer-se l'autoria dels frescs que s'hi troben, pertanyen al corrent de l'anomenat barroc il·lusionista de mitjan segle xviii. De la seva restauració es va encarregar, per encàrrec de l'Ajuntament de Castelló de la Plana, Gabriel Cantalapiedra en 1982, sent aquestes pintures una excepció en tota la comarca.

## Festa
Les festes que es relacionen amb aquesta ermita són diverses, encara que totes elles en el mes d'octubre, mes en el qual se celebra (el dia 4) San Francisco d'Assís.
- El 4 d'octubre és la festa principal del sant, per això hi ha missa i cant dels Gojos.[4][3]
- La vespra del dia 9 d'octubre, la Germandat dels Cavallers de la Conquesta celebra allí els seus actes privats.[4][3]
- El diumenge anterior al 9 d'octubre se celebra l'homenatge a Tombatossals, amb missa i actes festius.[4][3]
- El dia 12 d'octubre, és la festa principal de l'ermita, amb Missa Solemne, processó fins al Molí de la Font, benedicció dels camps, porrat ....[4][3]